# Herzogiella adscendens
Herzogiella adscendens là một loài Rêu trong họ Hypnaceae. Loài này được (Lindb.) Z. Iwats. & W.B. Schofield mô tả khoa học đầu tiên năm 1973.